# Berny-Rivière
Berny-Rivière é uma comuna francesa na região administrativa de Altos da França, no departamento de Aisne. Estende-se por uma área de 7,87 km². Em 2010 a comuna tinha 672 habitantes (densidade: 85,4 hab./km²).